# Antoni Marquès (escultor)
Antoni Marquès (Sabadell, 1956) és un escultor català.

## Biografia
Marquès es va formar a l'Escola Massana de Barcelona i entre els anys 1984 i 1985 va fer estudis de perfeccionament d'escultura amb ferro al taller de Bernard Perrin a l'École Nationale Supérieure des Beaux-Arts de París.

### Anys 80
Des de l'any 1980 es va dedicar exclusivament a l'escultura, treballant inicialment amb ferro oxidat, bronze, alumini, acer inoxidable envernissat, zinc i plom. Eren escultures que reproduïen plans amb petites variacions i en les quals ja eren presents elements que després serien constants a la seva producció, com les tensions entre l'estatisme i el moviment, la reiteració, la geometria, l'ordre, l'estructura o la seriació. D'aquesta època és, també, la seva primera escultura a l'espai públic, al Valle de Hecho (Osca).
A mitjans dels 80 va incrementar la seva participació en convocatòries i certàmens d'escultura a tot l'estat espanyol. El 1985 va ser seleccionat a la I Muestra de Arte Joven de Madrid, passant a treballar des de llavors amb la Galería Buades, i posteriorment va ser seleccionat en el VI Salón de los 16 (Madrid). Va formar del col·lectiu Grup Soledat 72.
Les seves obres van adoptar un cert expressionisme experimental. Es tractava sobretot d'escultures de ferro oxidat de grans dimensions en què s'identificaven objectes quotidians que sortien de petites maquetes fetes d'elements reaprofitats.
El 1987 va començar a treballar amb el concepte, amb escultures que traduïen objectes extrets de la realitat, primer del món industrial i a continuació de l'electrònica, treballats amb molta cura i meticulositat. No es tractava de simples rèpliques augmentades d'aquests objectes, sinó de la representació d'icones de clixés i de comportaments humans amb una gran càrrega poètica. El llenguatge era proper a l'art pop però amb un rerefons que enllaçava amb l'obra de l'artista britànic Tony Cragg.

### Anys 90
A partir dels anys 90 va incorporar nous materials com resines, plàstics termoformats, ferro pintat, serigrafies, vidre i miralls. Les escultures seguien mostrant objectes del món quotidià, peces mecàniques o elements electrònics de dimensions desmesurades, de vegades fins i tot no reconeixibles. Marquès buscava posar de manifest la humanitat d'un procés de creació pràcticament artesanal, enfront de la seriació i l'estandardització dels objectes reals. D'aquesta manera els convertia en peces úniques i individualitzades. Alhora, va introduir la crítica cap als sistemes de reclam del consumisme, traslladant-los amb ironia als títols de les seves obres, i van aparèixer els sistemes d'envasat, el menjar i les joguines.
Gradualment el color va adquirir una presència substancial en la seva obra i va començar a treballar amb resines sintètiques, que li facilitaven la seriació i li aportaven noves qualitats estètiques (brillantor, transparència, etc.). En aquest moment la temàtica de la seva escultura va fer un gir cap al món domèstic i íntim.

### Anys 2000
A partir de l'any 2000 aquests materials es van anar combinant i fusionant entre si per expressar noves qualitats plàstiques. També va començar a treballar amb formes més orgàniques que li permetien jugar amb el reflex de la llum i de la foscor que li proporcionaven les matèries amb què cada escultura estava feta.
En els darrers anys la seva producció mostra obres que emanen tensions a través de l'oposició entre formes geomètriques i orgàniques, amb formes simples que estructura de forma complexa o, de vegades, fins i tot, amb el contrast dels colors o dels materials amb què estan fetes. A la desmesura, que segueix essent un component representatiu de les seves escultures, se li ha afegit a vegades la violència que s'origina amb el xoc d'angles, punxes o superfícies llises amb formes orgàniques i toves. El paper i el dibuix, que sempre han estat presents a la seva creació, tornen a tenir protagonisme.
Antoni Marquès té obres en diverses col·leccions, com la de Hubert Naumann (Nova York), La Colección Coca Cola (Madrid) o la Col·lecció d'Art Contemporani de la Fundació “La Caixa” (Barcelona), així com a Museu de Belles Arts d'Àlaba i el Museu d'Art de Sabadell, a més a més d'altres col·leccions privades. Regularment exposa la seva obra a la Galería Moriarty de Madrid i a la Galería Canem de Castelló.

## Obra en espais públics
- Valle de Hecho (Osca)
- Primera escultura del Parc,[5] Parc de Catalunya (Sabadell)
- Escultura al jardí, Fundació Caixa de Sabadell (Sabadell)